# 마리아 폰 트라프
마리아 아우구스타 폰 트라프 남작부인(영어: Baroness Maria Augusta von Trapp, 1905년 1월 26일~1987년 3월 28일)은 트라프 가 합창단의 단장이고, 게오르크 루트비히 폰 트라프의 두 번째 부인이다. 마리아 트라프의 일생은 영화 사운드 오브 뮤직의 바탕이 되기도 하였다.

## 생애
마리아 폰 트라프는 오스트리아 빈으로 가던 열차 안에서 태어나, 7세때 부모를 여의었다. 18세가 되던 1923년에 State Teachers College for Progressive Education를 졸업하였고, 잘츠부르크의 논버그 대수도원에서 수녀가 되기위한 수련 과정을 밟던 도중 게오르크 루트비히 폰 트라프 남작의 일곱 자녀의 교사가 될 것을 요청받는다.
2차 세계 대전이 터진 이후 스위스로 탈출하여 미국으로 망명하게 된 후 가족 합창단을 결성하여 활약하였다.

## 영화 사운드 오브 뮤직
수녀 견습생 마리아와 게오르그 폰 트라프가 나치를 피하여 스위스로 간 일대기를 그린 영화이고 1965년에 개봉되었다.

## 참고 자료
- Maria von Trapp whose life was sound of music is dead (영문)